# Nendaz
Nendaz és un municipi del cantó suís del Valais, situat al districte de Conthey. Està format per 15 pobles i dos veïnats.